# B-Post

Französischsprachige Information zur Einführung von A- und B-Post am 1. Februar 1991

B-Post ist ein Leistungsangebot der Schweizerischen Post, bei dem die Zustellung einer Briefsendung spätestens am dritten Arbeitstag nach der Aufgabe erfolgt.
Die B-Post wird im Gegensatz zur A-Post, die am nächsten Werktag zugestellt wird, in den Verarbeitungszentren nicht im Nachtdienst, sondern am Folgetag tagsüber sortiert. Diese Verarbeitungsart ermöglicht eine bessere Lastverteilung in den Briefzentren und eine Reduktion der kostenintensiveren Nachtarbeit.
Ebenfalls ist bei der B-Post das Versenden der Briefsendungen per Massensendung möglich.
Hierbei fällt der eigentliche Preis einer Sendung (momentan 1.00 Schweizer Franken) je nach Anzahl der Briefe bis unter 40 Rappen pro Stück.
Die Aufteilung in eine A- und B-Post erfolgte am 1. Februar 1991. Bis zu diesem Zeitpunkt wurde jeder Brief am nächsten Tag zugestellt. Die Post (damalige PTT) begründete den Entscheid, dass man den Service wegen des Briefpostzuwachses nicht mehr bei allen Briefen anwenden könne.
Seit September 2024 wird die B-Post schweizweit nur noch an jedem zweiten Tag zugestellt.
| Datum           | Preis    | Q     |
| --------------- | -------- | ----- |
| 1. Februar 1991 | 0.50 Fr. | [ 3 ] |
| 1. Januar 1993  | 0.60 Fr. |       |
| 1. Januar 1996  | 0.70 Fr. | [ 4 ] |
| 1. Januar 2004  | 0.85 Fr. | [ 4 ] |
| 1. Januar 2022  | 0.90 Fr. | [ 5 ] |
| 1. Januar 2024  | 1.00 Fr. | [ 6 ] |